# Máodùn Lùn
Máodùn Lùn (en pinyin), en xinés simplificat: 矛盾 论; en xinés tradicional: 矛盾 論; Sobre la contradicció) és un assaig del 1937 de Mao Zedong. Amb Shíjiànlùn (Sobre la pràctica), forma els fonaments filosòfics de la ideologia política que més tard esdevindria el maoisme. El va escriure a l'agost del 1937, com una interpretació de la filosofia del materialisme dialèctic, mentre Mao era en la base guerrillera de Yan'an. Mao suggereix que tot moviment i vida és el resultat d'una contradicció. Divideix l'article en seccions: dues visions del món, la universalitat de la contradicció, la particularitat de la contradicció, la contradicció principal i l'aspecte principal de la contradicció, la identitat i lluita dels aspectes de la contradicció, el lloc de l'antagonisme en la contradicció, i la conclusió. Mao amplia encara més el tema de l'assaig Máodùn Lùn en el seu discurs Sobre el tractament correcte de les contradiccions en el si del poble, del 1957.
Mao Zedong descriu l'existència com una constant transformació i contradicció. Res no és constant, com en la metafísica, i només pot existir a partir de contradiccions contràries. Fa servir el concepte de contradicció per a explicar diferents períodes històrics i fets socials xinesos. La manera de Mao de parlar sobre la contradicció crea un concepte modificat que produeix l'ideal del marxisme xinés. Aquest assaig continua influint i educant els marxistes xinesos.

## Antecedents històrics
Mao inicialment tenia punts de vista semblants als d'un reformista o nacionalista. Es va convertir en marxista el 1919, quan va fer un segon viatge a Pequín, tot i que no declarà la seua nova creença en aquest moment. El 1920, va conéixer Chen Duxiu a Xangai i van discutir la filosofia marxista. Mao es va moure oficialment cap a la nova ideologia quan el Moviment d'Autogovern de Hunan fracassà. Va trobar un enfocament més raonable per a arreglar els problemes de la societat en el marxisme. Una vegada va dir: "En la lluita de classes, unes classes triomfen, i altres són eliminades". Va comprendre la necessitat d'idees i de la lluita marxista per a enfrontar més eficaçment el món en evolució. Alguns dels punts plantejats en Máodùn Lùn s'havien extret i ampliat de notes de conferències que Mao havia fet el 1937 en la Universitat Contra-Japonesa de Yan'an. El document generà molta controvèrsia, i alguns pensaven que Mao no havia escrit el document. La recerca de Mao es concentrava en peces de filòsofs marxistes xinesos. El filòsof més influent que Mao hi estudià era Ai Sigi. No sols va llegir les obres d'Ai, sinó que també el va conéixer en persona. Mao havia estudiat el marxisme diligentment l'any anterior a escriure les seues Notes de conferència sobre materialisme dialèctic. Va revisar i anotar la Nova Filosofia de la Unió Soviètica per a comprendre activament el concepte de materialisme dialèctic.

## Fonaments i història de la contradicció
En el materialisme dialèctic, la contradicció, com la deriva de Karl Marx, fa referència a una oposició de forces socials. Aquesta idea és un dels tres punts importants del marxisme. Mao Zedong pensava que el capitalisme és contradictori internament perquè les classes socials tenen objectius en conflicte. Aquests conflictes provenen de l'estructura social i duen inherentment a la lluita de classes, la crisi econòmica i, en acabant, a la revolució, l'esfondrament de l'ordre existent i a la pujada de les classes abans oprimides al poder polític. "La dialèctica conclou que res no és pas permanent i que totes les coses moren en el temps". La dialèctica és la "lògica del canvi" i pot explicar els conceptes d'evolució i transformació. El materialisme fa referència a l'existència d'un sol món. Verifica també que les coses poden existir sense la ment. Les coses existien molt abans que els humans en tinguessen coneixement. Per als materialistes, la consciència és la ment i existeix dins del cos en comptes d'en una part d'aquest. Totes les coses són fetes de matèria. El materialisme dialèctic combina aquests dos conceptes en un important ideal marxista. Mao Zedong va veure la dialèctica com l'estudi de la contradicció basat en una declaració feta per Lenin.

## Les dues perspectives del món
Les dues visions enfrontades del món, tal com les defineix Mao Zedong, són els conceptes metafísics i dialèctics. Durant molt de temps, la visió metafísica, la sostenien tant xinesos com europeus. En acabant, a Europa, el proletariat creà la perspectiva materialista dialèctica, i la burgesia s'hi oposà. Mao es refereix als metafísics com a "evolucionistes vulgars". Creuen en un món estàtic i immutable en què les coses es repeteixen en comptes de canviar amb la història. No poden pas explicar el canvi i l'evolució al llarg del temps. En dialèctica, les coses s'entenen pel seu canvi intern i la relació amb altres objectes. La contradicció dins d'un objecte alimenta el seu progrés i evolució. Hegel desenvolupa un idealisme dialèctic abans que Karl Marx i Engels combinassen la dialèctica amb el materialisme, i Lenin i Stalin el fessen créixer encara més. Amb el materialisme dialèctic veiem les diferències concretes entre els objectes i en comprenem millor el creixement.

## La universalitat de la contradicció
El "caràcter absolut de la contradicció" té un doble significat. L'un n'és que hi ha contradicció en el procés de creixement de totes les coses, i l'altre és que en el procés de creixement de cada cosa hi ha un moviment de contraris de començament a fi. La contradicció és el fonament de la vida, i la impulsa cap endavant. Cap fenomen no pot pas existir sense el contrari, com ara la victòria i la derrota. La "unitat dels contraris" permet un equilibri de contradicció. Un exemple més bàsic del cicle de contradicció és la vida i la mort. Hi ha contradiccions que es troben en la mecànica, les matemàtiques, la ciència, la vida social, etc. Deborin afirma que sols hi ha diferència en el món. Mao Zedong rebat aquesta dita, que la diferència es compon de contradicció i és contradicció. "Cap societat, pretèrita, present o futura, pot escapar de les contradiccions, perquè és un tret de tota la matèria de l'univers".

## La particularitat de la contradicció
Mao Zedong opina que la millor manera de parlar de la relativitat de la contradicció és examinar-la en les seues parts diferents: "La contradicció en cada forma de moviment de la matèria té la seua particularitat". Aquesta contradicció és l'essència de les coses. Quan se'n pot identificar l'essència particular, es pot comprendre l'objecte. Aquestes contradiccions particulars distingeixen també un objecte d'un altre. El coneixement se'n dona per la cognició, que pot passar de la generalitat a la particularitat o viceversa. Quan els vells processos es transformen, en sorgeixen de nous, i noves contradiccions. Cada contradicció té la seua manera de ser resolta, i la resolució ha d'estar d'acord amb la contradicció particular. Les contradiccions particulars també tenen aspectes concrets amb formes específiques. Mao Zedong pensa que s'han d'observar les coses objectivament quan s'examina un conflicte. Quan n'hi ha parcialitat i subjectivitat, no es poden pas entendre totalment les contradiccions i aspectes d'un objecte. Aquesta és la manera en què s'ha d'anar "estudiant la particularitat de qualsevol tipus de contradicció: la contradicció en cada forma de moviment de la matèria, la contradicció en cadascun dels processos d'evolució, els dos aspectes d'aquesta contradicció en cada procés, la contradicció en cada etapa d'un procés i els dos aspectes de la contradicció en cada etapa". La universalitat i particularitat d'una contradicció es pot veure com el caràcter general i individual d'una contradicció. Aquests dos conceptes depenen l'un de l'altre per a existir. Mao Zedong diu que la idea d'aquests dos conceptes és necessària per a comprendre la dialèctica.

## La contradicció principal i l'aspecte principal de la contradicció
Aquesta assignatura se centra en la idea d'una contradicció que permet que n'hi haja d'altres. A tall d'exemple: en una societat capitalista, la contradicció entre el proletariat i la burgesia permet altres contradiccions, com la que hi ha entre els imperialistes i les colònies. Sempre hi ha una contradicció principal. Tanmateix, les contradiccions poden intercanviar llocs d'importància. En examinar diferents contradiccions, se n'ha d'entendre quina és superior. També s'ha de recordar que les contradiccions principals i secundàries no són pas estàtiques i, amb el temps, es transformaran. Això causa una canvi en la naturalesa de la cosa, perquè la contradicció principal és el que defineix la cosa. Aquestes dues contradiccions diferents demostren que res no es crea pas per igual, en mostrar la manca d'equilibri que permet que una contradicció siga superior a una altra. Mao Zedong fa servir exemples de la història i la societat xineses per a explicar la idea d'una contradicció principal i la seua contínua transformació. "Ni l'opressió imperialista de les colònies ni el seu destí per a patir sota aquesta opressió poden durar sempre". Tot basant-se en el concepte de contradicció, un dia, l'opressió desapareixerà i les colònies assoliran poder i llibertat.

## La identitat i la lluita dels aspectes de la contradicció
Mao Zedong defineix la identitat com dos pensaments diferenciats: els dos aspectes de la contradicció conviuen i es poden transformar l'un en l'altre. Qualsevol aspecte en depén de l'existència de, si més no, un altre. Sense mort, no hi hauria vida. Sense infortuni, no hi hauria alegria. Mao considera que el punt més important és també un factor d'identitat. Les contradiccions poden transformar-se. En certes situacions o condicions, les contradiccions coexisteixen i canvien entre si. La identitat separa les contradiccions i permet la lluita entre aquestes. La identitat és la contradicció. Les dues contradiccions en un objecte inspiren dues formes de moviment: el descans i el canvi. Al començament, un objectiu canvia quantitativament i sembla estar en repòs. La culminació dels canvis del moviment inicial fa que l'objecte semble estar canviant visiblement. Els objectes estan constantment passant per aquest procés de moviment. Tanmateix, la lluita entre contraris ocorre en tots dos estats i només se'n resol en el segon. La transformació s'origina per la unitat entre contradiccions. La condició particular de moviment i la general de moviment són condicions sota les quals les contradiccions es poden moure. Aquest moviment és absolut i es considera una lluita.

## El lloc de l'antagonisme en contradicció
Contradicció antagònica (en xinés: 矛盾; en pinyin: máodùn) és la impossibilitat de compromís entre les distintes classes socials. L'expressió se sol atribuir a Lenin, tot i que és possible que mai no l'haja utilitzada en cap obra seua. El terme s'aplica més sovint en la teoria maoista, que afirma que les diferències entre les dues classes primàries, l'obrera i la burgesa, són tan grans que no es pot arribar a una reconciliació dels seus punts de vista. Com que els grups involucrats tenen preocupacions diametralment contràries, els seus objectius són tan diferents i contradictoris que no se'n pot trobar una resolució acceptable. Les contradiccions no antagòniques es poden resoldre pel debat, però les contradiccions antagòniques només es resoldrien amb la lluita. En el maoisme, la contradicció antagònica era en general la que hi havia entre la pagesia i la classe terratinent. Mao Zedong expressa els seus punts de vista polítics en el seu famós discurs de febrer del 1957 Sobre el maneig correcte de les contradiccions entre el poble. Mao Zedong se centra en la contradicció antagònica com a "lluita de contraris". És un concepte absolut i universal. Quan es tracta de resoldre el conflicte de contradiccions antagòniques, s'ha de trobar la solució referent a cada situació. Com en qualsevol altra idea, n'hi ha dos costats. Pot haver-hi contradiccions antagòniques i no antagòniques. La contradicció i l'antagonisme no són pas iguals i un pot existir sense l'altre. A més a més, les contradiccions no han de convertir-se en contradiccions antagòniques. Un exemple d'antagonisme i no antagonisme es pot trobar en dos estats contraris. Poden lluitar contínuament i estar en desacord per les seues ideologies enfrontades, però no sempre estaran en guerra. Evitar l'antagonisme requereix un espai obert que permeta que les contradiccions emergisquen i es resolguen objectivament. Les contradiccions no antagòniques "existeixen entre el poble", i les contradiccions antagòniques es donen "entre l'enemic i el poble".

## Conclusió
En la conclusió, Mao resumeix tots els punts de l'assaig. La llei de les contradiccions és una base fonamental per al pensament materialista dialèctic. La contradicció està present arreu i permet que tots els objectes existisquen. La contradicció depén del fet que hi haja altres contradiccions i pot transformar-se en una altra contradicció. Les contradiccions estan separades per la superioritat i a voltes poden tenir relacions antagòniques. Cada contradicció és particular en certs objectes i els dona identitat. Comprendre aquests punts de Mao dona una comprensió d'aquest tema del pensament marxista.

## Influència
Sobre la contradicció, juntament amb el text Sobre la pràctica, elevaren la reputació de Mao Zedong com a teòric marxista. Després que Mao fos reconegut en el Bloc de l'Est després de la intervenció de la Xina en la Guerra de Corea, tots dos textos foren àmpliament difosos a l'URSS.
A l'abril del 1960, el ministre del Petroli, Yu Qiuli, afirmava que Sobre la contradicció (juntament amb Sobre la pràctica ) seria el nucli ideològic de la campanya per a desenvolupar el camp petrolífer de Daqing al el nord-est de la Xina.  Els esforços de Yu per a mobilitzar als treballadors de Daqing se centraren en la motivació ideològica més que no en incentius materials. El Ministeri de la Indústria del Petroli envià milers de còpies dels textos per avió per a cada treballador petrolier de Daqing, perquè les unitats de treball establissen els seus grups d'estudi.  La finalització reeixida de Daqing malgrat les dures condicions climàtiques i les limitacions de subministrament esdevingué un model presentat pel Partit Comunista com a exemple durant les campanyes d'industrialització posteriors. 

## Cites
"El coneixement humà de la matèria és el coneixement de les seues formes de moviment, perquè no hi ha res en aquest món sinó la matèria en moviment i aquest moviment ha d'assumir certes formes".